# Chota (tỉnh)
Tỉnh Chota (tiếng Tây Ban Nha: Provincia de Chota) là một tỉnh thuộc vùng Cajamarca của Peru. Tỉnh Chota có diện tích 3795 km², dân số thời điểm theo điều tra dân số ngày 11 tháng 7 năm 1993 là 164144 người. Tỉnh lỵ đóng ở Chota.